# قلعه قدس
روستای قدس، روستایی در ۵ کیلومتری تفرش است از توابع استان مرکزی، ایران

## جمعیت
روستای قدس که به نام قدیمی آن قلعه محی الدین نیز شناخته می‌شود یکی از روستا های شهر تفرش محسوب می‌شود، که قدمت آن به کمتر از ۲۰۰ سال می‌رسد و شامل ۵۰ خانوار است و عمدتاً کشاورز و باغدار می‌باشند و محصولات آن‌ها شامل گردو، بادام، زرد الو سیب و انواع صیفی جات می‌باشد.
از اولین ساکنان این روستا می‌توان به مرحوم حاج غلامحسین صفری و پسران ایشان اشاره کرد که در حدود ۱۵۰ سال پیش از قریه ترخوران به این روستا مهاجرت نمودند هم‌اکنون نیز نوادگان ایشان جمعیت قابل توجهی از روستا را شامل می‌شوند